# U-88 (1941)
| U-88 | U-88 | U-88 |
| --- | --- | --- |
| | | |
| | | |
| | | |
| Верф | Bremer Vulkan, Бремен | Bremer Vulkan, Бремен |
| Під прапором                                                                                                | Третій Рейх | Третій Рейх |
| Спуск на воду                                                                                               | 16 серпня 1941 року | 16 серпня 1941 року |
| Виведений зі складу флоту                                                                                   | 12 вересня 1942 року | 12 вересня 1942 року |
| Сучасний статус                                                                                             | затоплений | затоплений |
| Бойовий досвід                                                                                              | Друга світова війна Битва за Атлантику Кампанія в Арктиці                                                                            | Друга світова війна Битва за Атлантику Кампанія в Арктиці                                                                            |
| Проєкт | | |
| Тип ПЧ | середній торпедний ДПЧ | середній торпедний ДПЧ |
| Вартість | 4 714 000 ℛℳ | 4 714 000 ℛℳ |
| Основні характеристики                                                                                      | | |
| Швидкість (надводна)                                                                                        | 17,7 вузла (32,8 км/год) | 17,7 вузла (32,8 км/год) |
| Швидкість (підводна)                                                                                        | 7,6 вузла (14,1 км/год) | 7,6 вузла (14,1 км/год) |
| Робоча глибина занурення                                                                                    | 230 м | 230 м |
| Гранична глибина занурення                                                                                  | 250—295 м | 250—295 м |
| Дальність плавання                                                                                          | 80 миль (150 км) на швидкості 4 вузли (в підводному положенні) 8500 миль (15 700 км) на швидкості 10 вузлів (у надводному положенні) | 80 миль (150 км) на швидкості 4 вузли (в підводному положенні) 8500 миль (15 700 км) на швидкості 10 вузлів (у надводному положенні) |
| Екіпаж | 44—52 особи | 44—52 особи |
| Розміри | | |
| Довжина найбільша (по КВЛ)                                                                                  | 67,1 м | 67,1 м |
| Ширина корпусу найб.                                                                                        | 6,2 м | 6,2 м |
| Висота | 9,6 м | 9,6 м |
| Середня осадка (по КВЛ)                                                                                     | 4,74 м | 4,74 м |
| Водотоннажність надводна                                                                                    | 769 т | 769 т |
| Силова установка                                                                                            | | |
| дизель-електрична; 2 дизельних двигуни MAN M 6 V 40/46, 2 електродвигуни Siemens-Schuckertwerke GU 343/38-8 | | |
| Гвинти | 2 | 2 |
| Потужність                                                                                                  | 2 × 2100—2310 к.с. (дизелі) 2 × 750 к.с. (електродвигуни)                                                                            | 2 × 2100—2310 к.с. (дизелі) 2 × 750 к.с. (електродвигуни)                                                                            |
| Озброєння                                                                                                   | | |
| Артилерія                                                                                                   | 1 × 88-мм палубна гармата SK C/35 | 1 × 88-мм палубна гармата SK C/35 |
| Торпедно- мінне озброєння                                                                                   | 4 носових і один кормовий ТА 14 торпед та 26 мін TMA                                                                                 | 4 носових і один кормовий ТА 14 торпед та 26 мін TMA                                                                                 |
| ППО | 1 × 37-мм зенітна гармата Flak M42 2 × 20-мм зенітні гармати FlaK 30                                                                 | 1 × 37-мм зенітна гармата Flak M42 2 × 20-мм зенітні гармати FlaK 30                                                                 |

U-88 — німецький підводний човен типу VIIC, часів  Другої світової війни.
Замовлення на будівництво човна було віддане 25 січня 1939 року. Човен був закладений на верфі суднобудівної компанії «Flender Werke AG» у місті Любек 1 липня 1940 року під заводським номером 292, спущений на воду 16 серпня 1941 року, 15 жовтня 1941 року увійшов до складу 8-ї флотилії. Також за час служби входив до складу 7-ї та 11-ї флотилій. Єдиним командиром човна був капітан-лейтенант Гайно Боманн.
Човен зробив 3 бойові походи, в яких потопив 2 (загальна водотоннажність 12 304 брт) судна.
Потоплений 12 вересня 1942 року в Баренцовому морі південно-західніше Шпіцбергена (75°04′ пн. ш. 04°49′ сх. д. / 75.067° пн. ш. 4.817° сх. д.) глибинними бомбами ескадреного міноносця ВМС Великої Британії «Фокнор». Всі 46 членів екіпажу загинули.

## Потоплені та пошкоджені кораблі[3]
| Назва         | Тип            | Належність | Дата         | Тоннаж (БРТ) | Вантаж                                                       | Статус    | Місце                                                       |
| Carlton       | вантажне судно | США        | 5 липня 1942 | 5 127        | 5 500 т тротилу, боєприпасів, палива та продуктів харчування | потоплено | 72°50′ пн. ш. 24°35′ сх. д. / 72.833° пн. ш. 24.583° сх. д. |
| Daniel Morgan | вантажне судно | США        | 5 липня 1942 | 7 177        | 8 200 т сталі, харчів вибухівки та танків                    | потоплено | 75°08′ пн. ш. 45°06′ сх. д. / 75.133° пн. ш. 45.100° сх. д. |